# Paulo Gonzo
Paulo Gonzo, pseudonimo di Alberto Ferreira Paulo (Lisbona, 1º novembre 1956), è un cantautore portoghese.

## Biografia
Ha fondato, nel 1975, la band Go Graal Blues Band. Nel 1992, dopo aver passato un periodo della sua vita a cantare in inglese, pubblica il suo primo album in portoghese,Pedras da Calçada, che riscuote subito un grande successo anche grazie alla canzone Jardins Proibidos. Da allora alterna le edizioni cantate in inglese e portoghese. Nel Novembre del 1993 viene pubblicata My Best, che contiene i suoi maggiori successi in inglese.
L'album Fora d'Horas, con la produzione di Frank Darcel, viene pubblicato nel 1995. Nei Premi Blitz vince il premio per la miglior voce ed è stato nominato migliore artista di sesso maschile.
Nel 1997 viene pubblicato Quase Tudo che è riuscito a conquistare ben sei volte il Disco di Platino. I maggiori successi di questo disco sono una nuova versione di Jardins Proibidos con la partecipazione di Olavo Bilac e Dei-te Quase Tudo.
Nel 1998 è pubblicato l'album Suspeito con produzione di Frank Darcel e con la partecipazione speciale di James Cotton(ex-trombista di Miles Davis). In essa sono contenute canzoni come Pagava P'ra Ver,Ser Suspeito e Fogo Preso. Il disco ottiene la gloria di Platino.
Ao Vivo Unplugged è registrato dal vivo negli Estùdios Valentim de Carvalho. Viene pubblicato nel 1999. Il disco rivede una grande parte del percorso da solista di Paulo Gonzo. Come invitati ci sono il pianista Bernardo Sassetti, Rui Reininho partecipa in Coisas Soltas, Tim partecipa nella versione acustica di Chuva Dissolvente e Zè Pedro suona in Curva Fatal.
L'album Mau Feitio, registrato in Belgio, è pubblicato nel 2001. Tito Paris e African Voices sono alcuni degli invitati del disco.
Per occasione dei Mondiali di Calcio in Corea e in Giappone pubblica il singolo Mundial. La canzone è inclusanella compilation ufficiale del Campionato del Mondo di Calcio 2002.
Sempre nel 2002 vien pubblicato il singolo con Somos Benfica, l'inno che Paulo Gonzo ha composto con i compagni Antònio Melo e Rui Fingers.
Nel Luglio del 2003 è ripubblicato il disco Ao Vivo Unplugged con l'inclusione di un DVD.
Nel 2021 prende parte all'album Dare di Mario Biondi interpretando il brano Show Some Compassion insieme a Mario Biondi e ad altri artisti quali Chuck Rolando, Annalisa Minetti, Enzo Avitabile, Dodi Battaglia, Sarah Jane Morris, Jeff Cascaro, Alain Clarke, Luna, Omar e Nick The Nightfly.

## Discografia

### Album
- My Desire, CBS (Portugal), (1986)
- Pedras da Calçada, Columbia, (1992)
- My Best, Columbia, (1993)
- Fora D'Horas, Columbia, (1995)
- Quase Tudo, Columbia, (1997)
- Três Histórias à Lareira, (1997) - Tema dos Povos Estranhos
- Voz & Guitarra, (1997) - Pedras da Calçada / Só
- Noites Longas, (1998) - Acordar (Alex S Sushi Style Mix)
- Suspeito, Columbia, (1998)
- Ao Vivo Unplugged, (1999)
- XX Anos XX Bandas, (1999) - Chuva Dissolvente
- Mau Feitio, (2001)
- Paulo Gonzo, (2005)
- Paulo Gonzo ao Vivo no Coliseu, (2007)
- Perfil - Paulo Gonzo, (2007)

### Singoli
- So Do I/Versão Instrumental (Single, Materfonis, (1985)
- Somewhere in the Night (Single, Materfonis, (1985)
- Somewhere in the Night (Máxi, CBS, (1986)
- Ridiculous Love (Single, CBS, (1986)
- These Arms Of Mine/Missing (Single, CBS, (1986)
- Stay/All Over The World (Single, CBS, (1987)
- My Girl/She Knocks Three Times (Máxi, CBS, (1988)
- My Girl/She Is My Song (Single, CBS, (1988)
- Can´t Be With You Tonight/If You Love Me (Máxi, CBS, (1989)
- Caprichos da Lua (Single, Sony Music, (1992)
- Jardins Proibidos (Single, Sony Music, (1993)
- Acordar (Single, Sony Music, (1995)
- Mundial (Single, Sony Music, (2002)
- S.L.B. (Somos Benfica) (Single, Sony Music, (2002)

### Raccolte
- My Best, Columbia, (1993)
- Três Histórias à Lareira (1997) - Tema dos Povos Estranhos
- Voz & Guitarra (1997) - Pedras da Calçada / Só
- Noites Longas (1998) - Acordar (Alex S Sushi Style Mix)
- XX Anos XX Bandas (1999) - Chuva Dissolvente